# Marie Claire
Marie Claire är en fransk modetidskrift för kvinnor som grundades 1937, ursprungligen som veckotidning, men den blev månadstidning på 1950-talet. 
Den finns i upplagor på många olika språk i olika länder som  Argentina, Australien, Brasilien, Tjeckien, Kina, Frankrike,  Grekland, Ungern, Taiwan, Hongkong, Indien, Italien, Japan, Malaysia, Nederländerna, Filippinerna, Ryssland, Rumänien, Spanien, Sydafrika, Thailand, Turkiet, Sydkorea, Estland, Storbritannien och USA